# Koniec Korycki
Koniec Korycki – część wsi Rębów w Polsce, położona w województwie świętokrzyskim, w powiecie pińczowskim, w gminie Kije.
W latach 1975–1998 Koniec Korycki administracyjnie należał do województwa kieleckiego.